# Italochrysa chloromelas
Italochrysa chloromelas là một loài côn trùng trong họ Chrysopidae thuộc bộ Neuroptera. Loài này được Girard miêu tả năm 1862.